# Снятова
Снятова (пол. Śniatowa) — село в Польщі, у гміні Паженчев Зґерського повіту Лодзинського воєводства.
Населення — 112 осіб (2011).

## Демографія
Демографічна структура станом на 31 березня 2011 року:
|          | Загалом | Допрацездатний вік | Працездатний вік | Постпрацездатний вік |
| -------- | ------- | ------------------ | ---------------- | -------------------- |
| Чоловіки | 56      | 11                 | 37               | 8                    |
| Жінки    | 56      | 10                 | 32               | 14                   |
| Разом    | 112     | 21                 | 69               | 22                   |